# Kerstin Olson
Kerstin Olson, folkbokförd Kerstin Elisabeth Olsson, ogift Haglund, född 29 november 1929 i Halmstad, död 1 mars 2007 i Örebro Nikolai församling, var en svensk arkitekt.
Olson, som var dotter till brandmästare Alfred Haglund och Hildur Persson, avlade studentexamen i Halmstad 1948 och utexaminerades från Chalmers tekniska högskola i Göteborg 1956. Efter anställning hos Jan Wallinder, bedrev hon egen verksamhet från 1962, tillsammans med maken, arkitekten Lennart Olson, genom Kerstin och Lennart Olson Arkitektkontor AB.
Hon var gift nännde Lennart Olson från 1953 till sin död 2007.

## Verk i urval
- Bibliotek i Karlskrona 1956 (hos Jan Wallinder).
- Kv.Tunnbindaren, Söder, Örebro 1956 (hos Jan Wallinder).
- Kv. Klockgjutaren, bostäder och lokaler, Söder , Örebro.
- Adolfsbergshemmet, äldreboende, Örebro.
- Södermalmshemmet, äldreboende, Örebro.
- Rostahemmet äldreboende, Örebro.
- Brolyckan. Daghem, Örebro
- Fokushuset, lägenheter för handikappade, Örebro.
- Saneringsprojekt av kv. Tågmästaren, Söder, Örebro.
- Saneringsprojekt av kv. Mältaren, Söder, Örebro.
- Saneringsprojekt av kv. Tulpanen vid Vasaplatsen,Väster, Örebro.
- Västhaga, bostadsområde, Örebro, 1970-talet.
- Norra Oxhagen (senare Björkhaga), bostadsområde, Örebro, 1970-talet.
- Haga centrum, Örebro, 1970-talet.
- Björkhaga, skola, Örebro, 1970-talet.